# Mimudea dithyralis
Mimudea dithyralis là một loài bướm đêm trong họ Crambidae.